# Castello di L’Ardara
Das Castello di L’Ardara ist eine Spornburg in Groppo Arcelli, einem Ortsteil von Piozzano in der italienischen Region Emilia-Romagna. Sie liegt auf dem Grat zwischen dem Luretta- und dem Chiaronetal, etwa 7 km entfernt vom Ortszentrum, auf einem Felsvorsprung, auf dem es auf drei Seiten von schroffen Felsen geschützt ist. Von dort aus kann man beide Täler überwachen.

## Geschichte
Die Burg, die in historischen Dokumenten mal als „Larardara“, mal als „Arderia“ bezeichnet wird, war in historischer oder militärischer Hinsicht nie Schauplatz erwähnenswerter Vorkommnisse.
Der Komplex gehörte im 16. und 17. Jahrhundert der Adelsfamilie Dal Pozzo oder Pozzi, die Ende des 17. Jahrhunderts ausstarb.
Später wurde die Burg als Bauernhof genutzt und dann aufgegeben, sodass sie verfiel. Heute ist sie nach Restaurierung und wesentlichem Umbau in hervorragendem Erhaltungszustand.

## Beschreibung
Vom ursprünglichen Komplex sind einige Teile der Wehrmauer mit Schießscharten, sowie zwei Ecktürme an diagonal gegenüberliegenden Ecken der Wehrmauer erhalten, die eine rechteckige Basis haben. Darüber hinaus gibt es zwei kleinere Türmchen weiter oben, auf der Seite, an der sich ursprünglich ein befestigter Eingang befand, der später durch ein steinernes Portal ersetzt wurde, das heute nur noch teilweise erhalten ist.
Das Gebäude, das ursprünglich als Bergfried bezeichnet werden konnte und an den später weitere Baukörper angebaut wurden, zeigt die Reste eines Spitzbogens aus Sandstein. Im Inneren der Burg gab es der Sage nach anfangs auch einen Brunnen und einen Gefängnisraum.
Das Gebäude, das in den letzten Jahrzehnten zu einem landwirtschaftlichen umgebaut wurde, befindet sich nach einer Restaurierung durch den letzten Eigentümer in einem guten Erhaltungszustand.